# Unione Sportiva Cremapergo 1908 1997-1998
Questa pagina raccoglie le informazioni riguardanti l'Unione Sportiva Cremapergo 1908 nelle competizioni ufficiali della stagione 1997-1998.

## Rosa
| N. |                   | Ruolo | Calciatore            |
| -- | ----------------- | ----- | --------------------- |
|    | Italia (bandiera) | A     | Gaetano Abbattista    |
|    | Italia (bandiera) | D     | Paolo Aresi           |
|    | Italia (bandiera) | C     | Roberto Bianchessi    |
|    | Italia (bandiera) | C     | Vladimiro Carraro     |
|    | Italia (bandiera) | P     | Alessandro Cartago    |
|    | Italia (bandiera) | C     | Alessandro Cazzamagli |
|    | Italia (bandiera) | P     | Domenico Corcione     |
|    | Italia (bandiera) | C     | Fabrizio Dolcetti     |
|    | Italia (bandiera) | D     | Dario Dossi           |
|    | Italia (bandiera) | C     | Andrea Federici       |
|    | Italia (bandiera) | C     | Valerio Fommei        |
|    | Italia (bandiera) | C     | Vincenzo Garofalo     |
|    | Italia (bandiera) | A     | Fabio Gentili         |
|    | Italia (bandiera) | C     | Ovidio Gorlani        |
|    | Italia (bandiera) | P     | Daniele Limonta       |

| N. |                   | Ruolo | Calciatore           |
| -- | ----------------- | ----- | -------------------- |
|    | Italia (bandiera) | A     | Andrea Lo Russo      |
|    | Italia (bandiera) | A     | Giuseppe Malafronte  |
|    | Italia (bandiera) | A     | Angelo Oliva         |
|    | Italia (bandiera) | C     | Ulisse Paleni        |
|    | Italia (bandiera) | A     | Rocco Parente        |
|    | Italia (bandiera) | D     | Marco Pedron         |
|    | Italia (bandiera) | C     | James Pelucchetti    |
|    | Italia (bandiera) | C     | Christian Pepe       |
|    | Italia (bandiera) | D     | Christian Prandelli  |
|    | Italia (bandiera) | A     | Gianluca Procopio    |
|    | Italia (bandiera) | D     | Stefano Ragnoli      |
|    | Italia (bandiera) | C     | Maximillian Romano   |
|    | Italia (bandiera) | D     | Giuseppe Sanfratello |
|    | Italia (bandiera) | C     | Pierfabio Viola      |